# Stora Secklingen
Stora Secklingen är en sjö i Hudiksvalls kommun i Hälsingland och ingår i Delångersåns huvudavrinningsområde. Sjön är 5,6 meter djup, har en yta på 0,044 kvadratkilometer och befinner sig 161 meter över havet.